# Committee on Publication Ethics
Das Committee on Publication Ethics (COPE) ist eine gemeinnützige Organisation, deren Ziel es ist, Empfehlungen für die Ethik des wissenschaftlichen Publizierens zu definieren und Redakteure und Herausgeber dabei zu unterstützen, diese zu erreichen. COPE möchte dabei hilfreiche Richtlinien und Best Practices für verschiedene Aspekte des ethischen Publizierens bereitstellen, eine führende Rolle im Bereich der Publikationsethik einnehmen und eine neutrale Stimme in aktuellen Debatten liefern. Auch wenn sich die von COPE entwickelten Richtlinien für ethisches Publizieren vor allem an Redakteure in den Wissenschaftsverlagen richten, werden die veröffentlichten Werkzeuge nicht nur von Zeitschriftenherausgebern und Redakteuren, sondern auch als Grundlage für die Ausbildung von Studenten empfohlen.

## Geschichte
COPE wurde 1997 von Redakteuren verschiedener britischer Medizinischer Fachzeitschriften gegründet, nachdem diese sich mit mehreren Fällen von Wissenschaftlichem Fehlverhalten (z. B. gefälschte Daten in klinischen Studien) konfrontiert sahen. Sie nannten dies eine Art Selbsthilfegruppe, weil ihrer Ansicht nach von Seiten der offiziellen Behörden keine ausreichende Aufarbeitung der betroffenen Fälle erfolgte. Ziel war, eine Austauschmöglichkeit für Redakteure zu schaffen, um anonymisierte Verdachtsfälle diskutieren zu können. Die Treffen fanden vierteljährlich statt. Der erste Leitfaden zum Thema ‘Good Publication Practice’ wurde 1999 veröffentlicht.
Als die Mitgliederzahlen stiegen, wurde 2000 ein Vertretergremium gewählt, und 2008 wurde COPE als gemeinnützige Organisation in Großbritannien registriert.
Im Laufe der Jahre wurden aus den Erfahrungen in den Diskussionsrunden zahlreiche Schritt-für-Schritt-Anleitungen erarbeitet, die sehr verschiedene publikationsethische Probleme behandeln.

## Themen
COPE berät Redakteure und Verleger zu allen Aspekten der Publikationsethik und insbesondere zum Umgang mit Fällen von Fehlverhalten in der Forschung und in wissenschaftlichen Veröffentlichungen. COPE untersucht selbst keine Einzelfälle, sondern ermutigt die Herausgeber, dafür zu sorgen, dass diese von den zuständigen Behörden (in der Regel einer Forschungseinrichtung) untersucht werden. Bislang wurden Richtlinien zu folgenden Themen veröffentlicht (Auswahl):
- Transparenzrichtlinien und Best Practice beim Wissenschaftlichen Publizieren[9]
- Richtlinien zu Retractions (Zurückziehen von bereits veröffentlichten Publikationen)[10][11]
- Richtlinien zum Peer Review[12]
- Richtlinien für das Zusammenspiel von Fachgesellschaften, ihren facheigenen Zeitschriften und den Herausgebern/Verlegern[13]

## Mitgliedschaft bei COPE
Gemeinsam mit der Open Access Scholarly Publishing Association (OASPA), dem Directory of Open Access Journals (DOAJ), und der World Association of Medical Editors (WAME) wurden Mindeststandards definiert, die Mitgliedsanwärter für eine dieser Organisationen erfüllen müssen. Die meisten der mehr als 13.000 Mitglieder sind Redakteure und Herausgeber von wissenschaftlichen Zeitschriften, zunehmend werden aber auch Institutionen und Forschungseinrichtungen Mitglieder von COPE.